# Apiolae
Apiolae of Appiolae was een dorp in het oude Latium, Italië.
Gedurende de eerste legendarische geschiedenis van Rome, tijdens de heerschappij van de vijfde Romeinse koning, Lucius Tarquinius Priscus, werd er gezegd dat de inwoners van Latium de oorlog verklaarden aan Rome. Daar veroverde Tarquinius Apiolae met gemak, en keerde terug naar Rome met veel buit.